# Légyalkatúak
A légyalkatúak vagy rövidcsápú kétszárnyúak, rövidcsápúak (Brachycera) az ízeltlábúak törzsének a rovarok (Insecta) osztályába és a kétszárnyúak (Diptera) rendjébe tartozó alrend.

## Származásuk. elterjedésük
Szélsőségesen kozmopolita taxon. Némely fajai (mint például a házilégy) előfordulnak mindenhol, ahol az ember megtelepszik.

## Megjelenésük, felépítésük
Vaskos felépítésű, erős testű, zömök kétszárnyúak.
Csápjaik rövidek és heteronómok, azaz különböző formájú ízekből állnak. A fejlettebb családok csápja három ízűvé redukálódott; a harmadik ízen vagy csápserte ül, vagy az ízek teljesen összeolvadtak. Az ostornak nevezett 3. csápíz gyűrűzött.

## Életmódjuk, élőhelyük
A lárvák lábatlanok, fejtokjuk csökevényes.

## Hagyományos rendszerezésük
A korábbi rendszerek a légyalkatúak evolúciójában két fő fejlődési irányt különböztetettek meg. Az ősibb legyek — köztük a bögölyök — tapogatója rendszerint két ízből épül fel, lárváik feje még megvan. Bábjuk a hátrészén hosszanti vonalban vagy T alakban nyílik fel — erről nevezték el ezt a csoportot egyenes bábrésű legyeknek (Orthorrhapha).
A fejlettebb legyek tapogatója csak egy ízből alakult ki. A csápok fölötti ív alakú varrat az ősibb Orthorrhapha csoportban nincs meg. Bábjuk tonnabáb, amely kör alakú fedő lepattanásával nyílik fel; a fedőt ív alakú varrat keretezi; ezért ezt a csoportot kerek bábrésű legyeknek (Cyclorrhapha) nevezték.
| |    |    |
| 1. | 2. | 3. |
| Az egyenes bábrésű legyek: Az egyenes bábrésűek lárváinak fejtokja látható, a potrohon állábak lehetnek. A báb pupa libera típusú. A kifejlett légy csápján nincs serte. Szájszervük általában szúró-szívó jellegű. 1. Bombylius maior – pöszörlégyfélék családja (Bombyliidae) 2. Promachus vertebratus – rablólégyfélék családja (Asilidae) 3. Stratiomys chamaeleon – katonalégyfélék családja (Stratiomydae) |    |    |

A bögölyök mellett kilenc másik család (katonalégyfélék – Stratiomyidae; kószalégyfélék – Rhagionidae; gömblégyfélék – Cyrtidae; rablólégyfélék – Asilidae; tőröslégyfélék – Therevidae; pöszörlégyfélék – Bombyliidae; ablaklégyfélék – Scenopinidae; táncoslégyfélék – Empididae; szúnyoglábúlégy-félék – Dolichopodidae) képviseli az Orthorrhapha-típusú legyeket hazánkban.
Az Orthorrhapha osztagon belül korábbi rendszerekben két öregcsaládot különböztettek meg. A Homoeodactyla öregcsaládba tartoztak a bögölyök is. A kétszárnyúak jellegzetes lábfeji tapogatópárnáinak száma ebben az öregcsaládban három, a fejlettebbnek tekintett Heterodactyla öregcsaládban viszont csak két tapadópárna jellemző.
Az itt leírt rendszerezések mára sok esetben parafiletikusnak bizonyultak, így a kladisztikus taxonómia elveinek nem felelnek meg. Ezt a rendszert találjuk még a legtöbb magyar állatrendszertani munkában, így többek között a Dudich Endre és Loksa Imre által írt, a hazai felsőoktatásban sokáig domináns Állatrendszertan című nagy összefoglaló műben is.

### Kerek bábrésűek
A kerek bábrésűek (Cyclorrapha) pupáriuma kerek vonalban hasad fel. Nyüveknek nevezett lárváik (acephalikusak). azaz nincs fejtokjuk. A potrohukon nincsenek állábak. Bábjuk pupa coarctata típusú. A kifejlett légy csápján csápsere (arista) nő. Szájszervük nyaló-szívó típusú, tehát labiuma igen jól fejlett, alsó része pedig két nagy, kapillárisokkal áttört ajakpárnává (labellum) alakult. A légy az ajakpárnából kibocsájtott nyállal elfolyósított táplálékot szívja fel.

## Korszerűbb rendszerezésük
A molekuláris genetikai kutatások kiderítették, hogy az evolúció során a légyalkatúak már hamar több, önálló ágra (kládra) szakadtak, így nem érvényes az Orthorrhapha–Cyclorrhapha-felosztás. A kladisztikus rendszerek több alrendárat különböztetnek meg, ezek egyike a bögölyalakúaké. A bögölyalakúak számos családja közül néhány már kihalt (pl. Alinkidae, Eostratiomyiidae). A Tabanomorpha alrendá két öregcsaládja a kószalégyszerűeké (Rhagonidea) és a bögölyszerűeké (Tabanoidea). Ez utóbbiba az alábbi családokat soroljuk:
- Pelechorhynchidae
- Oreoleptidae
- Athericidae – íbiszlégyfélék
- Tabanidae – bögölyfélék

Az itt felsorolt családok rokonsági kapcsolatait kladogramon is ábrázolhatjuk.
|  | Oreoleptidae                                                   |
|  |                                                                |
|  | \| \| Íbiszlégyfélék \| \| \| \| \| \| Bögölyfélék \| \| \| \| |
|  |                                                                |
|  | Íbiszlégyfélék                                                 |
|  |                                                                |
|  | Bögölyfélék                                                    |
|  |                                                                |

|  | Íbiszlégyfélék |
|  |                |
|  | Bögölyfélék    |
|  |                |

|  | Oreoleptidae                                                   |
|  |                                                                |
|  | \| \| Íbiszlégyfélék \| \| \| \| \| \| Bögölyfélék \| \| \| \| |
|  |                                                                |
|  | Íbiszlégyfélék                                                 |
|  |                                                                |
|  | Bögölyfélék                                                    |
|  |                                                                |

|  | Íbiszlégyfélék |
|  |                |
|  | Bögölyfélék    |
|  |                |

|  | Oreoleptidae                                                   |
|  |                                                                |
|  | \| \| Íbiszlégyfélék \| \| \| \| \| \| Bögölyfélék \| \| \| \| |
|  |                                                                |
|  | Íbiszlégyfélék                                                 |
|  |                                                                |
|  | Bögölyfélék                                                    |
|  |                                                                |

|  | Íbiszlégyfélék |
|  |                |
|  | Bögölyfélék    |
|  |                |

|  | Oreoleptidae                                                   |
|  |                                                                |
|  | \| \| Íbiszlégyfélék \| \| \| \| \| \| Bögölyfélék \| \| \| \| |
|  |                                                                |
|  | Íbiszlégyfélék                                                 |
|  |                                                                |
|  | Bögölyfélék                                                    |
|  |                                                                |

|  | Íbiszlégyfélék |
|  |                |
|  | Bögölyfélék    |
|  |                |

A kószalégyféléket (Rhagonidae) már korábban is a bögölyök közeli rokonainak tekintették, és közéjük osztottak be több olyan nemet is, amelyeket azóta családi — sőt, alrendág — rangjára emeltek (például Vermileonidae, Athericidae). Hasonlóan kisebb nemekből alakult ki a többi bögölyformájú család.
A rendbe a 2020-as évek elején alábbi alrendágak, tagozatok, altagozatok, öregcsaládok és családok tartoznak:
1. Rablólégyalakúak alrendága (Asilomorpha)

#### Rablólegyek öregcsaládja(Asiloidea)
- Apioceridae
- Apsilocephalidae
- rablólégyfélék (farkaslégyfélék, Asilidae),
- pöszörlégyfélék (gyapjaslégyfélék, Bombyliidae)
- Evocoidae
- Hilarimorphidae
- óriáslégyfélék (Mydidae)
- Mythicomyiidae
- ablaklégyfélék (Scenopinidae)
- tőröslégyfélék (Therevidae)

#### Táncoslegyek öregcsaládja(Empidoidea)
- Atelestidae
- Brachystomatidae
- szúnyoglábúlégy-félék (Dolichopodidae)
- táncoslégyfélék (Empididae)
- Hybotidae
- Microphoridae

#### Recésszárnyú legyek öregcsaládja(Nemestrinoidea)
- recésszárnyúlégy-félék (Nemestrinidae)
- gömblégyfélék (Acroceridae)

2. Valódilégy-alakúak alrendága (Muscomorpha)

## Homlokrés nélküli legyekcsoportja(Aschiza)

#### Púposlegyek öregcsaládja(Phoroidea)
- Ironomyiidae
- nyílszárnyúlégy-félék (Lonchopteridae)
- púposlégyfélék (Phoridae)

#### Talpaslegyek öregcsaládja(Platypezoidea)
- talpaslégyfélék (Platypezidae)
- lúdtalpaslégyfélék (Opetiidae)

#### Zengőlegyek öregcsaládja (Syrphoidea)
- csupaszemlégyfélék (Pipunculidae)
- zengőlégyfélék (Syrphidae)

## Homlokrésesekcsoportja(Schizophora)

### Torpikkely nélküliekalcsoportja(Acalyptrata)

#### Tetűlegyek öregcsaládja(Carnoidea)
- Australimyzidae
- méhtetűfélék (Braulidae)
- Canacidae
- madártetűlégyfélék (Carnidae)
- gabonalégyfélék (Chloropidae)
- Cryptochetidae
- Milichiidae
- szikilégyfélék (Tethinidae)

#### Fejeslegyek öregcsaládja(Conopoidea)
- fejeslégyfélék (Conopidae)

#### Harmatlegyek öregcsaládja(Drosophiloidea)
- Curtonotidae
- Camilidae
- harmatlégyfélék (Drosophilidae)
- Diastatidae

#### Vízilegyek öregcsaládja(Ephydroidea)
- vízilégyfélék (Ephydridae)

#### Sphaeroceroideaöregcsalád
- kéneslégyfélék (Chyromyidae)
- Heleomyzidae
- Nannodastiidae
- Sphaeroceridae

#### Lauxanioideaöregcsalád
- bödelégyfélék (Celyphidae)
- pajzstetűlégyfélék (Chamaemyiidae)
- szélesfejűlégy-félék (Eurychoromyiidae)
- pudvalégyfélék (Lauxaniidae)

#### Micropezoideaöregcsalád
- Cypselosomatidae
- Micropezidae
- kaktuszlégyfélék (Neriidae)
- Pseudopomyzidae

#### Nothyboideaöregcsalád
- Tanypezidae
- Somatiidae
- csupaszlégyfélék (Psilidae)
- nyelesszeműlégy-félék (Diopsidae)
- Syringogastridae
- Gobryidae
- Megamerinidae

#### Földilegyek öregcsaládja(Opomyzoidea)
- Acartophthalmidae
- aknázólégyfélék (Agromyzidae)
- tüskéscombúlégy-félék (Anthomyzidae)
- Asteiidae
- nektárlégyfélék (Aulacigastridae)
- fatönklégyfélék (Clusiidae)
- Fergusoninidae
- Neminidae
- Neurochaetidae
- taplólégyfélék (Odiniidae)
- földilégyfélék (Opomyzidae)
- Marginidae
- Periscelididae
- Teratomyzidae
- Xenasteiidae

#### Szarvaslegyek öregcsaládja(Sciomyzoidea)
- hínárlégyfélék (Coelopidae)
- Dryomyzidae
- Helcomyzidae
- Helosciomyzidae
- Huttoninidae
- Phaeomyiidae
- Ropalomeridae
- szarvaslégyfélék (Sciomyzidae)
- billegetőlégyfélék (Sepsidae)

#### Fúrólegyek öregcsaládja(Tephritoidea)
- Ctenostylidae
- szuronyoslégyfélék (Lonchaeidae)
- rámáslégyfélék (Pallopteridae)
- sajtlégyfélék (Piophilidae)
- laposfejű légyfélék (Platystomatidae)
- Pyrgotidae
- Richardiidae
- Tachiniscidae
- fúrólégyfélék (Tephritidae)
- foltosszárnyú légyfélék (Ulidiidae)

### Torpikkelyesekalcsoportja(Calyptratae)

#### Kullancslegyek öregcsaládja(Hippoboscoidea)
- kullancslégyfélék (Hippoboscidae)
- cecelégyfélék (Glossinidae)
- Mormotomyiidae
- denevérlégyfélék (Nycteribiidae)
- denevércsimbefélék (Streblidae)

#### Igazi legyek öregcsaládja(Muscoidea)
- viráglégyfélék (Anthomyiidae)
- árnyékszéklegyek (Fanniidae)
- igazi legyek (Muscidae)
- trágyalégyfélék (Scatophagidae)

#### Bagócsok öregcsaládja(Oestroidea)
- fémeslégyfélék (Calliphoridae)
- bagócsfélék (Oestridae)
- ászkalégyfélék (Rhinophoridae)
- húslégyfélék (Sarcophagidae)
- fürkészlégyfélék (Tachinidae)

3. Katonalégy-alakúak alrendága (Stratiomymorpha) ===
- Panthophthalmidae
- katonalégyfélék (Stratiomyidae, Stratiomydiae)
- Xylomyidae

4. Bögölyalakúak alrendága (Tabanomorpha) ===
- íbiszlégyfélék (Athericidae)
- Pelecorhynchidae
- kószalégyfélék (Rhagionidae)
- bögölyfélék (Tabanidae)

5. Vermileonomorpha alrendág
- Vermileonidae

6. Falégyalakúak alrendága (Xylophagomorpha)
- falégyfélék (Xylophagidae)

## Lásd még
- Egyenes bábrésű legyek
- Kerek bábrésű legyek